# خورخه کوئنکا
خورخه کوئنکا (انگلیسی: Jorge Cuenca؛ زادهٔ ۱۷ نوامبر ۱۹۹۹) بازیکن فوتبال اهل اسپانیا است، که به صورت قرضی از ویارئال به عنوان مدافع میانی برای ختافه در لالیگا بازی می‌کند.

## زندگی حرفه‌ای

### آلکورکون
کوئنکا در مادرید متولد شد و در سال ۲۰۱۵ به مجموعه جوانان آلکورکون پیوست. او اولین بازی خود را در تیم بزرگسالان در ۱۲ فوریه ۲۰۱۷ انجام داد و در پیروزی خانگی ۱–۰ در لیگ ۳ مقابل اف سی ویلانووا دل پاردیلو شروع کرد.
کوئنکا اولین بازی حرفه‌ای خود را در ۱۰ مارس ۲۰۱۷ انجام داد و در تساوی ۰–۰ خارج از خانه مقابل الچه برای قهرمانی سگوندا دیویسیون (لالیگا۲) شروع شد.
وی همچنین در تیم‌های ملی فوتبال زیر ۱۹ سال اسپانیا و زیر ۲۱ سال اسپانیا بازی کرده‌است.